# Detonation
Eine Detonation ist eine Explosion, bei der die Ausbreitung der chemischen Reaktion im Sprengstoff mit einer Stoßwelle gekoppelt ist. Im Gegensatz zu einer Deflagration, also dem im Vergleich zur Schallgeschwindigkeit langsamen Abbrand des Sprengstoffs, gibt es bei der Detonation auch ohne Verdämmung einen Knall.

## Reaktion
Bei der Detonation von Sprengstoff durchläuft eine sehr schmale Stoßfront den Sprengstoff. Es handelt sich um einen Verdichtungsstoß, der Druck und Temperatur stark erhöht. Der Druck kann 50 Megapascal erreichen, die Temperatur 6000 Kelvin; die Materie ist dann ionisiert, und damit elektrisch leitend, und emittiert Licht, erkennbar als Detonationsblitz. Die Freisetzung der chemischen Reaktionsenergie setzt eine Umlagerung von Atomen voraus, was etliche Nanosekunden dauern kann, entsprechend einer Breite der Reaktionszone in der Größenordnung von einem Millimeter, abhängig vom Sprengstoff. In ihr fällt die Dichte etwa auf den ursprünglichen Wert, Temperatur und Druck jedoch nicht so sehr, durch die freigesetzte Reaktionsenergie. Das treibt auf der mikroskopischen Skala die Stoßfront an, die sonst über kurz oder lang durch Dissipation auslaufen würde, und erhöht unter Umständen auf einer größeren Längen- und Zeitskala die Sprengwirkung. Dabei hilft, wenn sich bei der makroskopischen Expansion kleine Moleküle, also gasförmige Endprodukte bilden.

### Geschwindigkeit
Die enorme Dichte und Temperatur hinter der Stoßfront bewirkt ihre Ausbreitung mit einer Geschwindigkeit, der Detonationsgeschwindigkeit, die größer ist als die Schallgeschwindigkeit vor der Front, und die nur über eine Anlaufstrecke von der Art der Initiierung abhängt, danach nur von den Eigenschaften des Sprengstoffs und der Krümmung der Detonationsfront.
Die bei den Sprengstoffdaten angegebenen Werte für die Detonationsgeschwindigkeit gelten für eine ebene Detonationsfront und liegen zwischen 1 500 m/s und 10 000 m/s. Hohe Werte verleihen Hohlladungen ihre Durchschlagskraft. Niedrigere Werte werden etwa in Bergwerken und Steinbrüchen gewählt. Dort soll nicht der Nahbereich pulverisiert werden, sondern es sollen in einem größeren Bereich Risse entstehen.
Die Detonationsgeschwindigkeit hängt von der spezifischen Energie und der physikalischen Dichte des Sprengstoffes ab, wobei nur die innerhalb von 0,1 µs nach Eintreffen der Detonationsfront freigesetzte Reaktionsenergie zur Detonationsgeschwindigkeit beiträgt.

### Geometrie der Ladung
Bei einer Sprengstoffsäule mit konstantem kreisförmigem Querschnitt ist die Detonationsgeschwindigkeit umso kleiner, je kleiner der Durchmesser der Säule ist. Wird ein bestimmter, hauptsächlich von den Sprengstoffeigenschaften und geringfügig von der Festigkeit des Einschlusses abhängiger kritischer Durchmesser unterschritten, kann sich die Detonation entlang der Säule nicht zuverlässig fortpflanzen und reißt auch nach sehr starker Initiierung ab.

### Druck
Entscheidend für die Stärke eines Sprengstoffes ist vor allem der Detonationsdruck, welcher ungefähr proportional zum Quadrat der Detonationsgeschwindigkeit und zur Dichte des Sprengstoffes ist. Das ergibt sich aus der Beziehung
{\displaystyle {\frac {p_{1}}{p_{2}}}=\left({\frac {V_{2}}{V_{1}}}\right)^{k}}
mit dem Korrekturparameter {\displaystyle k\approx 3} für einen chemisch homogenen Sprengstoff.
Eine Halbierung des Volumens {\displaystyle V} führt zu einer Verachtfachung des Druckes {\displaystyle p}. Zum Vergleich: {\displaystyle k=1} gilt für die isotherme Kompression des idealen Gases; der größere Exponent berücksichtigt die quadratische Temperaturerhöhung, die für die Kompression nötig ist.
Trifft eine Detonationsfront auf einen angrenzenden Körper, so wird dieser durch den extrem schnellen Anstieg auf sehr hohe Drücke einer sehr starken Beschleunigung ausgesetzt. Die dabei auftretenden Kräfte betragen ein Vielfaches der zwischenatomaren Bindungskräfte. Es gibt kein Material, das dem Detonationsstoß eines brisanten Sprengstoffes unmittelbar standhalten kann. In einer mehr oder weniger breiten Zone wird durch einen Detonationsstoß die mechanische und chemische Struktur des Zielmaterials zerrissen.

### Reaktionsumgebung
Eine Detonation kann außer in festen und flüssigen Sprengstoffen auch in explosiven Gas-Gemischen und sogar in nuklearem Brennmaterial (z. B. bei einer Supernova vom Typ Ia) auftreten. Entgegen verbreiteten anderslautenden Aussagen tritt bei Atombombenexplosionen in der Regel jedoch keine Detonation in der nuklearen Komponente auf; bei Kernspaltungsbomben zum Beispiel gibt es überhaupt keine Reaktionsfront.
Die im Sprengmittel auftretende Stoßfront breitet sich nach Verbrauch des Sprengmittels auch in das umgebende Medium aus und bildet eine typische Detonationswelle. Allerdings kann auch eine Deflagration eine Stoßwelle im umgebenden Medium auslösen, wenn in diesem die Schallgeschwindigkeit erheblich niedriger als im deflagrierenden Brennstoff ist.
Die als Klopfen bezeichnete unerwünschte Frühzündung in Verbrennungsmotoren kann zu einer Detonation führen und erheblichen Schaden am Motor anrichten.

### Ideale Detonation
Ist die chemische Umsetzung innerhalb der Detonationsfront praktisch vollständig, so handelt es sich um eine Ideale Detonation, welche durch die Chapman-Jouguet-Theorie mit hinreichender Genauigkeit beschrieben wird. Nichtideale Detonationen mit verzögerten Reaktionen und einer breiteren, dreidimensionalen Reaktionszone versucht man mit aufwendigen Computersimulationen (LS-Dyna u. a.) zu simulieren.
Ein wichtiges Beispiel für einen nichtideal detonierenden Sprengstoff ist Triaminotrinitrobenzol.

## Abgrenzung von anderen Explosionsformen
Im allgemeinen Sprachgebrauch wird der Begriff Detonation für Explosionen verwendet, bei denen ein scharfer Knall oder eine intensive Druckwelle auftreten, auch wenn der Ablauf physikalisch gesehen keine Detonation ist, z. B. bei nuklearen Explosionen oder bei pyrotechnischen Knallsätzen. Häufig ist damit, in Anlehnung an den englischen Sprachgebrauch, auch die Zündung einer Sprengladung und nicht der eigentliche Explosionsvorgang gemeint.
Im Gegensatz zur Detonation sollen Treibmittel in Form einer Deflagration explodieren, also sehr schnell und kontrolliert unter Gasentwicklung abbrennen und dabei mechanische Arbeit leisten, wie etwa ein Geschoss aus einem Gewehrlauf zu treiben.
Die Deflagration ist druck- und temperaturabhängig. Eine Deflagration kann sich unter Einschluss durch Massenträgheit oder Verdämmung beschleunigen und in manchen Stoffen in eine Detonation übergehen. Eine Detonation in einem Gewehr würde dessen Zerstörung bewirken.